# Oktiabrsk

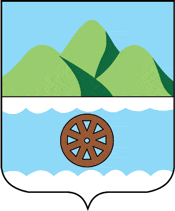
Stadens vapen.

Oktiabrsk (ryska: Октя́брьск) är en stad i Samara oblast i Ryssland. Folkmängden uppgick till 26 681 invånare i början av 2015.